# 沙波浪
沙波浪（英語：sand wave）是通過風或水的作用，在沉積表面形成波浪形狀的結構 。例如隨著车流量的增加和车速增快，路邊的沙土经常會产生沙波浪。